# Tau (bokstav)
Tau (grekiska ταυ tar) (versal: Τ, gemen: τ) är den 19:e bokstaven i det grekiska alfabetet. Den hade i det joniska talbeteckningssystemet värdet 300. Tau motsvarar T, t i det latinska alfabetet och Т, т i det kyrilliska alfabetet.
Inom mekaniken används tau som beteckning för vridmoment och skjuvspänning. Inom reglerteknik och elektronik är gemena τ beteckningen för tidskonstanten i exponentialkurvor.
Man har föreslagit tau definierad som τ = 2π som ersättare för pi, dvs. τ = omkrets/radie (6.28318...). Eftersom en cirkel per definition utgörs av alla punkter ett visst avstånd (radien) ifrån en mittpunkt, så menar vissa att det är naturligare att använda τ och att det gör matematiska formler enklare att förstå, exempelvis så är en fjärdedels cirkelrotation (90 grader) lika med τ/4 radianer jämfört med π/2 radianer.

## Unicode
|   | decimalt | hexadecimalt | HTML  |
| - | -------- | ------------ | ----- |
| τ | 964      | 3C4          | &tau; |
| Τ | 932      | 3A4;         | &Tau; |